# Mauro Malavasi
Mauro Malavasi, född 21 mars 1958 i Bologna, Italien, musiker, låtskrivare och producent.

## Unga år
Musik blev tidigt det viktigaste intresset för Malavasi. Under 70-talets mitt studerade han på musikkonservatoriet i födelsestaden (Conservartorio di musica di Bologna). Hans utbildning inriktade sig på disciplinerna komposition, kör och orkestermusik. Han utvecklades under denna tid även till att bli utmärkt pianist. Här träffade han Jacques Fred Petrus som också finansierade hans studier. Tillsammans skulle de nå stor internationell framgång inom musikstilen disco, Petrus i huvudsak som affärsman och Malavasi som musiker, låtskrivare och producent. Trots Malavasis i huvudsak klassiska inriktning skulle det visa sig vara en synnerligen bra grund även inom disco-genren.
Redan 1977, blott 19 år gammal, skapade och producerade Malavasi tillsammans med sin vän Marzio Vincenti (som även var vän med Petrus) disco-bandet Marsius (pseudonym för Vincenti) som samma år släppte albumet "Save the Tiger" utan några större kommersiella framgångar.

## Malavasi och Petrus
Samtidigt hade Petrus och Malavasi bildat ett eget produktionsbolag, Goody Music Production (GMP) 1978 och samma år lanserades deras första egna projekt kallat Macho. Albumet "I'm a man" pressades på GMP:s egen etikett med samma namn. Det innehöll bara tre långa låtar, alla skrivna, arrangerade och producerade av Malavasi förutom titelspåret som Steve Winwood skrev. Lead singer var Petrus och Malavasis gemensamma vän, Marzio Vincenti. Förutom i Italien släpptes albumet i USA på Atlantic och Prelude records, med vilka Petrus slutit kontrakt. Macho nådde viss framgång både i Italien och USA men även i Europa och Sydamerika, inte minst med den 17:42 minuter långa monsterlåten "I'm a man" (topp tioplacering på Billboard's Dance-lista).
I rask takt sjösattes nya projekt så som Revanche (1979) och Peter Jacques band (1979) vid sidan av ett par andra där Malavasi i huvudsak skrev och producerade de flesta låtarna. Förutom Peter Jacques band misslyckades de andra att komma med en andra release utan försvann snabbt från marknaden. Även Macho försvann trots en andra skiva 1980. Visserligen nådde Peter Jacques band och Revanche vissa framgångar med låtar som "Fire night dance" och discodängan "1979 it's dancing time" men det stora internationella genombrottet de båda önskade lät vänta på sig, dock inte länge till.

## Change - Succén blir verklighet
Petrus och Malavasi hade 1979 bildat gruppen Change och detta blev deras största framgång. 1980 släpptes gruppens debutalbum The Glow of Love, inte mindre än tre låtar från detta album hamnade på förstaplatsen på Billboards discolista.